# چوکانلو (فاروج)
چوکانلو روستایی در دهستان شاه جهان بخش مرکزی شهرستان فاروج استان خراسان شمالی ایران است.

## جمعیت
بر پایه سرشماری عمومی نفوس و مسکن در سال ۱۳۹۵ جمعیت این مکان ۱٬۷۳۰ نفر (۵۰۶خانوار) بوده‌است.